# Canton de Gendrey
Le canton de Gendrey est une ancienne division administrative française, située dans le département du Jura et la région Franche-Comté.

## Histoire
De 1833 à 1848, les cantons de Gendrey et de Rochefort avaient le même conseiller général. Le nombre de conseillers généraux était limité à 30 par département.

## Représentation

### Conseillers d'arrondissement (de 1833 à 1940)
| Période                                  | Période      | Identité             | Étiquette                    | Qualité |
| ---------------------------------------- | ------------ | -------------------- | ---------------------------- | --- |
| 1833                                     | 1845         | M. Jouffroy          |                              | Avocat, propriétaire à Malange                                                                              |
| 1845                                     | ?            | Jules Emmanuel Blanc |                              | Substitut du Procureur général auprès la Cour royale de Besançon de 1840 à 1850, propriétaire à Pagney      |
|                                          |              |                      |                              | |
| av.1895                                  | 1900 (décès) | M. Molliet           | Droite                       | |
|                                          |              |                      |                              | |
| 1919                                     | 1931         | M. Vincent           | Union nationale républicaine | |
| 1931                                     | 1940         | Louis Tissot         | URD-PSF                      | Maire de Rouffange                                                                                          |
| 1940                                     |              |                      |                              | Les conseils d'arrondissement ont été suspendus par la loi du 12 octobre 1940 et n'ont jamais été réactivés |
| Les données manquantes sont à compléter. |              |                      |                              | |

### Conseillers généraux de 1833 à 2015
| Période | Période          | Identité                                                                 | Étiquette                | Qualité                                                                                          |
| ------- | ---------------- | ------------------------------------------------------------------------ | ------------------------ | ------------------------------------------------------------------------------------------------ |
| 1833    | 1861             | Charles Louis Augustin Spicrenaël (1804-1892)                            |                          | Avoué à la Cour Impériale de Paris puis conseiller à la Cour de Besançon                         |
| 1861    | 1886             | Jules Emmanuel Blanc (1809-1889)                                         | Droite                   | Procureur général à Colmar en retraite Propriétaire à Pagney, ancien conseiller d'arrondissement |
| 1886    | 1913 (démission) | Iwan Pelleterat de Borde (1843-1930)                                     | Conservateur             | Ancien Officier de marine Propriétaire Maire de Pagney                                           |
| 1913    | 1925 (décès)     | Augustin Fouillit                                                        | Républicain              | Médecin Maire de Pagney                                                                          |
| 1925    | 1940 (décès)     | Léon Pelleterat de Borde (1875-1940, fils d'Iwan Pelleterat de Borde)    | URD                      | Propriétaire rentier Maire de Pagney                                                             |
|         |                  |                                                                          |                          |                                                                                                  |
| 1945    | 1988             | Gérard Pelleterat de Borde (1913-1993, fils de Léon Pelleterat de Borde) | MRP puis CD puis UDF-CDS | Contrôleur général à la direction générale de la SNCF Propriétaire à Pagney                      |
| 1988    | 2001             | Georges Curie                                                            | PS                       | Fonctionnaire au Ministère de la Culture Maire de Sermange (2001-2008)                           |
| 2001    | 2015             | Michel Ganet                                                             | PCF                      | Médecin généraliste Conseiller municipal de Pagney (2008 ?-2014) puis Maire depuis 2015          |

## Composition
Le canton Gendrey se composait des communes suivantes :
| Nom                 | Code Insee | Intercommunalité | Superficie (km2) | Population (dernière pop. légale) | Densité (hab./km2) |
| ------------------- | ---------- | ---------------- | ---------------- | --------------------------------- | ------------------ |
| Gendrey (chef-lieu) | 39246      | CC Jura Nord     | 13,90            | 415 (2014)                        | 30                 |
| Auxange             | 39031      | CA Grand Dole    | 5,20             | 197 (2014)                        | 38                 |
| Louvatange          | 39302      | CC Jura Nord     | 3,31             | 98 (2014)                         | 30                 |
| Malange             | 39308      | CA Grand Dole    | 8,40             | 315 (2014)                        | 38                 |
| Ougney              | 39398      | CC Jura Nord     | 7,08             | 347 (2014)                        | 49                 |
| Pagney              | 39402      | CC Jura Nord     | 5,99             | 371 (2014)                        | 62                 |
| Le Petit-Mercey     | 39414      | CC Jura nord     | 2,49             | 104 (2014)                        | 42                 |
| Romain              | 39464      | CC Jura Nord     | 6,07             | 208 (2014)                        | 34                 |
| Rouffange           | 39469      | CC Jura Nord     | 2,87             | 97 (2014)                         | 34                 |
| Saligney            | 39499      | CC Jura Nord     | 7,98             | 182 (2014)                        | 23                 |
| Sermange            | 39513      | CC Jura Nord     | 7,07             | 266 (2014)                        | 38                 |
| Serre-les-Moulières | 39514      | CC Jura Nord     | 5,67             | 190 (2014)                        | 34                 |
| Taxenne             | 39527      | CC Jura Nord     | 3,84             | 98 (2014)                         | 26                 |
| Vitreux             | 39581      | CC Jura Nord     | 7,85             | 269 (2014)                        | 34                 |

## Démographie
| 1962  | 1968  | 1975  | 1982  | 1990  | 1999  | 2006  | 2011  | 2012  |
| ----- | ----- | ----- | ----- | ----- | ----- | ----- | ----- | ----- |
| 1 932 | 1 818 | 1 738 | 2 017 | 2 230 | 2 451 | 2 861 | 3 090 | 3 099 |